# 洋海墓群
42°48′26″N 89°40′06″E / 42.807174°N 89.668383°E
洋海墓群位于中国新疆维吾尔自治区吐魯番市鄯善县吐峪沟乡洋海夏村、吐鲁番盆地火焰山南荒漠戈壁地带。墓地分三区。一区位于西部，东北西南向，南部略宽，从南向北逐渐变窄，中部宽45米，南北长350米，面积1.575公顷。有墓葬1000余座。二区位于一区以东，东北西南向，呈长方形，长300米，宽80-100米，面积2.58公顷。有墓葬1500余座。三区位于二区以南，南北向，南北长150米，东西宽100米，面积1.5公顷。有墓葬500座左右。
墓葬均为先挖竖穴，墓口有蓬盖物。年代衔接紧密。2003年对其进行考古发掘，出土大量文物。时间大概从前12世纪到公元纪年前后，和后期的交河故城可能为同一文明，可能是葡萄、小麦由西向东與黍由东向西的交汇点。